# Тулуб Олександр Володимирович
Олекса́ндр Володи́мирович Ту́луб (* 1930) — російський фізик. Доктор фізико-математичних наук. Професор. Академік Російської академії природничих наук (1992).

## Біографічні відомості
1953 року закінчив кафедру теоретичної фізики фізичного факультету Ленінградського університету. У 1953—1968 роках спочатку працював на кафедрі теоретичної фізики, а потім на кафедрі теорії ядра та елементарних частинок.
Завідувач кафедри квантової хімії, завідувач відділення хімічної фізики Санкт-Петербурзького державного університету.

## Електронні джерела
- Персональна сторінка [Архівовано 3 листопада 2007 у Wayback Machine.](рос.)
- Тулуб Олександр Володимирович(рос.)